# International Standard Identifier for Libraries and Related Organizations
ISIL (англ. International Standard Identifier for Libraries and Related Organizations) — являє собою універсальний ідентифікатор (умовне позначення) для бібліотек і споріднених з ними організацій, присвоюється національними агентствами Реєстраційного комітету Міжнародної організації зі стандартизації (ISO), відповідно до стандарту ISO 15511. в даний час використовується переважно для формування ідентифікатора для документів бібліотечного фонду в системах автоматизації бібліотек на основі технології RFID, відповідно до стандарту ISO 28 560. Українського агентства Реєстраційного комітету ISO з присвоєння кодів ISIL ще не призначено.

## Структура коду ISIL
Код ISIL є символьним ідентифікатором змінної довжини. Максимальне число символів в ідентифікаторі може бути 16. В якості символів можуть бути використані арабські цифри (0-9), не модифіковані літери латинського алфавіту (a-z), а також спеціальні символи: «/», «-», «:». Модифіковані символи латинського алфавіту, а також символи інших національних алфавітів не можуть використовуватися в складі коду. Кожен буквений символ повинен використовуватися без урахування регістру, що б залишатися унікальним в нормалізованому поданні символів коду, відповідно до стандарту ISO/IEC-10646-1.
Кожен код ISIL складається з двох компонентів: префікса і унікального ідентифікатора, розділених дефісом («-»). Символ дефісу є обов'язковим символом коду ISIL.
Префікс являє собою код країни, в якій знаходилася бібліотека або споріднена їй організація на момент присвоєння ISIL. Код країни складається з двох букв латинського алфавіту, що присвоюється відповідно до ISO 3166-1 alpha-2 (ГОСТ 7.67-2003). Якщо бібліотека має філії або підрозділи в інших країнах, код ISIL присвоюється відповідно до розташування головного офісу.
Унікальний ідентифікатор може бути цифробуквенним і присвоюється відповідно до національних систем ідентифікації бібліотек.

## Подання коду ISIL
При поданні коду в документах, презентаціях і т. д. йому повинно передувати найменування «ISIL», відокремлене від коду пробілом. наприклад:
ISIL UA-LvSSL
Стандарт ISO 15511 не визначає форматів зберігання коду в комп'ютерних системах і базах даних, але визначає представлення коду для читання людьми як: ISIL «префікс»-«ідентифікатор».
Код ISIL повинен залишатися унікальним, незалежно від подання у верхньому або нижньому регістрі клавіатури.